# Trädgårdsglanssnäcka
Trädgårdsglanssnäcka (Oxychilus draparnaudi) är en snäckart som först beskrevs av Beck 1837. Enligt Catalogue of Life ingår Trädgårdsglanssnäcka i släktet Oxychilus och familjen Zonitidae, men enligt Dyntaxa är tillhörigheten istället släktet Oxychilus och familjen glanssnäckor. Arten är reproducerande i Sverige. Inga underarter finns listade i Catalogue of Life.

## Bildgalleri

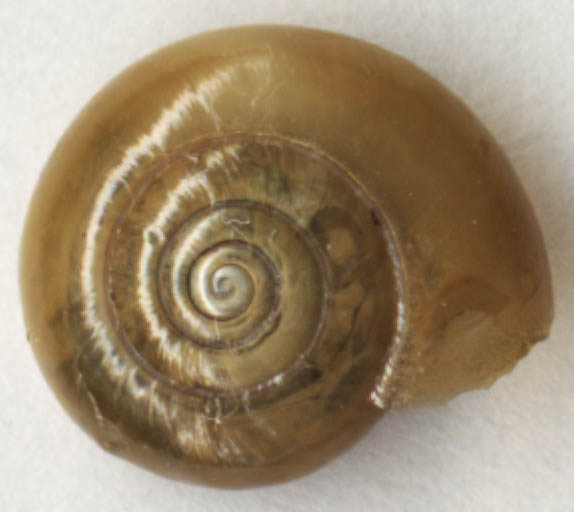
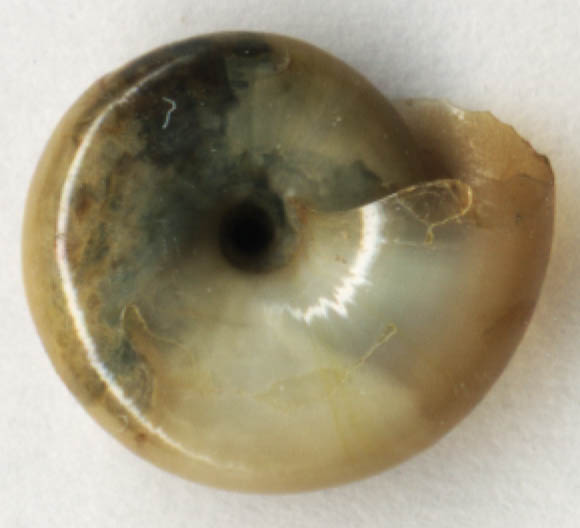
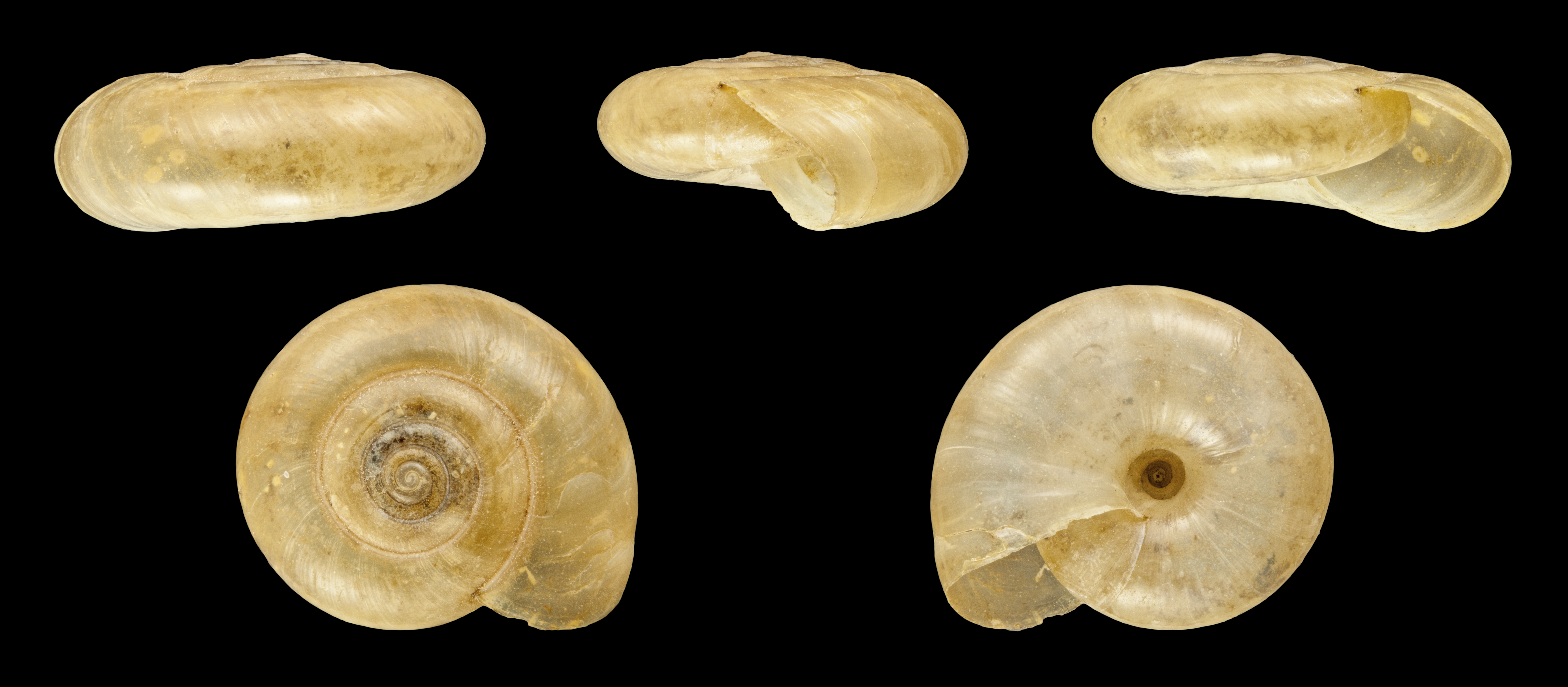